# Welwyn (Hertfordshire)
Koordinaten: 51° 50′ N, 0° 13′ W
Welwyn [ˈwɛlɪn]  ist eine Gemeinde in Hertfordshire, England, Großbritannien mit 3.254 Einwohnern (Volkszählung 2001). Sie liegt etwa 40 Kilometer nördlich der Londoner Innenstadt.
Oft wird Welwyn mit der nur einige Kilometer südöstlich liegenden Stadt Welwyn Garden City (auch WGC) verwechselt. Welwyn ist jedoch die ältere und auch heute noch eigenständige Gemeinde; sie gehört aber genau wie WGC zum Welwyn-Hatfield-Distrikt. Zur Unterscheidung von der „Gartenstadt“ wird Welwyn oft Welwyn Village oder Old Welwyn genannt.

## Geschichte
Welwyn liegt im Tal des Flusses Mimram; das heutige Gemeindegebiet wurde schon zur Eisenzeit besiedelt. Im 1. Jahrhundert v. Chr. kolonisierten die Belger das Gebiet; später kamen die Römer hierher. Viele Artefakte der Römer sind um Welwyn gefunden worden, und die Reste eines römischen Badehauses aus dem 3. Jahrhundert sind heute ein Museum und können besichtigt werden. Am Ende der römischen Eisenzeit findet sich eine Reihe reicher Bestattungen.
Eine normannische Kirche wurde um 1190 an der Stelle des heutigen Dorfkerns errichtet. Das Schiff der heutigen Kirche St. Mary's Church wurde im 13. Jahrhundert gebaut. 
Im 17. Jahrhundert wurde Welwyn eine wichtige Station für Postkutschen an der alten Great North Road, der großen Straße von London nach Norden. Mehrere Gasthäuser aus dieser Zeit, heute Pubs, zeugen von dieser Tradition.

## Lage und Verkehr
Von London im Süden ist Welwyn über die autobahnähnliche A1 zu erreichen, die östlich an der Gemeinde vorbeiführt. Der Bahnhof (Welwyn North Station) liegt an der Strecke der East Coast Main Line, einer Hauptachse der Britischen Eisenbahn, die von London über Yorkshire nach Schottland führt. Bei Welwyn führt sie über ein Viadukt aus viktorianischer Zeit über das Flusstal des Mimram.

## Söhne und Töchter der Stadt
- Tommy Bridger (1934–1991), Autorennfahrer
- Roy Willox (1929–2019), Jazzmusiker